# Katafalk (együttes)
A Katafalk egy holland metalegyüttes, mely 1995-ben alakult Groningenben. 2003-ban felléptek a Wâldrock fesztiválon. A zenekar 2010-ben feloszlott.

## Története
Az együttest Christiaan alapította 1995-ben. Fennállása során a tagok többször cserélődtek, állandó tag csak Christiaan és sokáig Wokkel volt. Wokkelt 2001-ben néhány koncert erejéig az amerikai Rodney váltotta, akinek vissza kellett térnie az Egyesült Államokba, így ideiglenesen ismét Wokkel volt az énekesük, amíg meg nem találták énekesüket Nielst, aki a holland Prostitute Disfigurement zenekarban is gitározott.
Első demólemezüket Through the Storm címmel 1997-ben vették fel. Ezt 2001-ben követte a Promo 2001 című második demó, míg 2002-ben a CBI (Cold Blood Industries) kiadó szerződést ajánlott nekik, és 2002 végén felvették első lemezüket Storm of the Horde címmel, amely 2003 janurjában jelent meg. A lemezhez fantasy és reality szövegeket is használtak. Annak ellenére, hogy az együttes holland, kizárólag angol nyelvű dalokat írtak, zenéjüket Death, Trash és Black elemek jellemezték a hagyományos metál stílus mellett. A zenéket általában Christian szerezte, a szövegek többségét Wokkel írta. Wokkel, mint profi festő készítette az album borítóját is. Néhány dal a Storm of the Horde albumukon az együttesből 2001-ben kivált Jurjen szerzeménye, míg három szám szövegét a szintén korábbi tag Rodney írta. A CD bemutatóját február 15-én Groningenben a Simplon Gronigenben tartották. A CBI a CD-t Európán kívül az Amerikai Egyesült Államokban és Kanadában is kiadta.
2003-ban a zenekar különféle fesztiválokon játszott, többek között a Noordschok, a Stonehenge, a Wâldrock fesztiválon, mely utóbbin az Iron Maiden, az O Type Negative, az Anthrax, a Sepultura és a Stratovarius is játszott.
Utolsó koncertjükre 2010. szeptember 10-én került sor.

## Tagok
Utolsó felállás
- Wokkel - ének
- Christiaan - gitár
- Niels van Wijk - gitár, ének
- Jurjen - basszus
- Martin - dob

Korábbi tagok
- Jurjen - basszus
- Pier Abe - gitár
- Henk Jan - basszus
- Rodney - ének
- Dick Barelds - gitár
- Michiel - dob

## Diszkográfia
Stúdióalbumok
- Storm of the Horde (2003) (13 szám)
- Death’s Contradiction (2006)

Demók
- Through the Storm (1997) (5 szám kazettán)
- Promo 2001 (2001) (3 szám CD-n)